# محدودیت کیفیت قابل قبول
حد کیفیت قابل قبول، برگردان فارسی عبارت (Acceptable quality limit) یا به اختصار (AQL)، بدترین میانگین قابل تحمل فرایند در درصد یا نسبت است که هنوز قابل قبول تلقی گردیده و در سطح پذیرفتنی کیفیت قرار دارد. به بیانی شیوا تر، بدترین درصد یا نسبت کیفی است که همچنان پذیرفتنی و قابل قبول است.
اصطلاحات نزدیک به هم عبارتند از حد کیفیت قابل رد و سطح کیفیت قابل رد یا به اختصار (RQL)
برای ساده‌تر نگاشتن موضوع می‌توان چنین بیان کرد که: در یک روش کنترل کیفیت، اگر از آمار مناسب برای ساختن نمودار کنترل استفاده شود، فرآیندی در سطح کیفی قابل قبول قرار می‌گیرد که خارج از محدوده کیفی قابل قبول نباشد. در غیر این صورت گفته می‌شود که فرایند در سطح کیفی قابل رد است.

## مخفف (AQL)
به‌طور غیررسمی کلمه مخفف (AQL) می‌تواند شامل هر دو معنی "محدودیت کیفیت قابل قبول(Acceptable quality limit)" و نیز "سطح کیفیت قابل قبول(Acceptance quality level)" باشد. اما در سال ۲۰۰۸ استفاده از این مخفف برای عبارت "محدودیت کیفیت قابل قبول" در استانداردهای صادره توسط حداقل یک سازمان استاندارد ملی (ANSI / ASQ) تغییر کرد تا با عبارت "سطح کیفیت پذیرش" مرتبط شود. مشخص نیست که این تعبیر مورد استفاده عمومی قرار می‌گیرد یا خیر اما در هر صورت مفهوم هر دو یکسان است.

## سطح کیفیت قابل قبول
سطح کیفی قابل قبول، استاندارد یک تست یا بازرسی است که محدودهٔ قابل قبول اجزای معیوب را در هنگام نمونه برداری تصادفی از آن اجزا مشخص می‌کند.
گاهی اوقات عیوب مشاهده شده طی یک آزمایش الکترونیکی (الکتریکی) یا هنگام بازرسی فیزیکی (مکانیکی) را به سه دسته بحرانی، عمده و جزئی تقسیم می‌کنند.
عیوب بحرانی شامل مواردی است که محصول را برای کاربرد نهایی نا ایمن یا خطرناک می‌کند. یا همچنین با مقررات اجباری مغایرت دارند.
نواقص عمده می‌توانند منجر به شکست محصول، کاهش بازارپسندی، قابلیت اسفاده یا فروش آن شود.
در نهایت ایرادات جزئی بر بازار پسندی یا قابلیت کار محصول تأثیر نمی‌گذارند اما باعث می‌شود محصول از استانداردهای کیفی تعریف شده فاصله بگیرد.(به نوعی به صنعت ساخت و طرز کار مربوط می‌شود)
شرکت‌های مختلف تفاسیر متفاوتی از هر نوع نقص دارند. به منظور اجتناب از بحث، خریداران و فروشندگان، بر روی یک استاندارد AQL توافق می‌کنند که بر اساس سطح ریسک طرفین انتخاب می‌شود و از آن به عنوان مرجع در بازرسی قبل از ارسال استفاده می‌کنند.

## معادل فارسی
در فرهنگستان زبان و ادب فارسی و زیر نظر غلامعلی حداد عادل واژه "سطح پذیرفتنی کیفیت" معادل "Acceptance quality level" قرار گرفته‌است.